# Alliance des radios communautaires du Canada
L'Alliance des radios communautaires du Canada (ARC du Canada) a été créée en 1991. Il s'agit d'un organisme national qui assure la gestion du dossier de la radiodiffusion communautaire en milieu minoritaire francophone et acadien au Canada.
Tant par le lobbying qu'elle pratique auprès des instances politiques que par la représentation qu'elle exerce auprès de divers organismes, l'ARC du Canada agit comme association de consultation, de coordination, de coopération, d'échanges et de promotion pour ses membres, dans l'écoute et le respect de leurs particularités locales et régionales.
L'ARC du Canada offre aussi à ses membres et à ses clients des services de conception et de création publicitaire pour rejoindre la francophonie canadienne par le biais de capsules d'information et de sensibilisation, d'appui promotionnel, d'émissions en série ou spéciales, de publicités ou de commandites. Ensemble, les stations de l'ARC du Canada rejoignent un bassin potentiel d'auditeurs d'environ 600 000 francophones et francophiles.

## Les membres
L'ARC du Canada compte vingt-sept (27) organismes membres locaux qui opèrent un total de vingt-huit (28) stations de radio communautaire.
Ces stations sont situées dans sept provinces et deux territoires, qui sont eux-mêmes délimités en quatre grandes régions : 
- L'Ouest et les Territoires;
- l'Ontario;
- le Nouveau-Brunswick;
- l'Atlantique.

### Radios en ondes
En juillet 2023, vingt-huit (28) stations radiophoniques sont en ondes :
- CFAI FM (Edmundston, Nouveau-Brunswick)
- CFBO FM (Dieppe, Nouveau-Brunswick)
- CFED FM (Edmonton, Alberta
- CFJU FM (Kedgwick, Nouveau-Brunswick)
- CFRG FM (Gravelbourg, Saskatchewan)
- CFRH FM (Penetanguishene, Ontario)
- CFRT FM (Iqaluit, Nunavut)
- CHOD FM (Casselman, Ontario)
- CHOQ FM (Toronto, Ontario)
- CHPL FM (Plamondon, Alberta)
- CHQC FM (Saint-Jean, Nouveau-Brunswick)
- CIFA FM (Saulnierville, Nouvelle-Écosse)
- CILS FM (Victoria, Colombie-Britannique)
- CIMS FM (Campbellton, Nouveau-Brunswick)
- CINN FM (Hearst, Ontario)
- CITU FM (Petit-de-Grat, Nouvelle-Écosse)
- CIVR FM (Yellowknife, Territoires du Nord-Ouest)
- CJFO FM (Ottawa, Ontario)
- CJPN FM (Fredericton, Nouveau-Brunswick)
- CJSE FM (Shédiac, Nouveau-Brunswick)
- CKGN FM (Kapuskasing, Ontario)
- CKMA FM (Miramichi, Nouveau-Brunswick)
- CKJM FM (Chéticamp, Nouvelle-Écosse)
- CKRO FM (Pokemouche, Nouveau-Brunswick)
- CKRH FM (Halifax, Nouvelle-Écosse)
- CKRP FM (Falher, Alberta)
- CKUM FM (Moncton, Nouveau-Brunswick)
- CKXL FM (Winnipeg, Manitoba)

## Le Réseau francophone d'Amérique
En mars 2000, l'ARC du Canada créait un réseau radiophonique national alimenté par satellite, Le Réseau francophone d'Amérique (RFA).
Sept ans après son lancement, soit en 2007, la transmission par satellite fut interrompue en raison de la croissance des services de transmission par protocole IP, et, depuis, Le Réseau francophone d'Amérique fut démantelée et l'appellation abandonnée.
Les émissions provenant des autres membres sont maintenant mises à la disposition des stations via internet. Le but est de soutenir et compléter la production radiophonique locale, tout en mettant en valeur les talents des communautés francophones du pays.

## Le Fonds canadien de la radio communautaire
Les trois principales associations nationales de radiodiffusion communautaire, soit l'Alliance des radios communautaires du Canada (ARC du Canada), la National Campus and Community Radio Association (NCRA) et l'Association des radiodiffuseurs communautaires du Québec (ARCQ) ont travaillé conjointement à l'élaboration du Fonds canadien de la radio communautaire dont la création a été officiellement annoncé le 6 mai 2008.
Dans le contexte actuel de mondialisation, le Fonds canadien de la radio communautaire, un organisme indépendant à but non lucratif, a pour mandat d'aider à développer et maintenir une programmation locale diversifiée et de qualité dans les radios communautaires et de campus communautaires, et ce autant en milieu urbain qu'en région.
Le Fonds pourrait éventuellement être financé par les octrois gouvernementaux, mais il ne compte à ce jour que sur les contributions des diffuseurs privés et d’autres donateurs. Les sommes sont versées aux bénéficiaires selon des critères préétablis. Le Fonds a été officiellement certifié par le Conseil de la radiodiffusion et des télécommunications canadiennes en 2008.